# Methil
Methil (gael. Maothchoille) – miasto we wschodniej Szkocji, w hrabstwie Fife, położone na południowym brzegu rzeki Leven, nad jej ujściem do zatoki Firth of Forth (Morze Północne). Wraz z sąsiednimi miastami Leven i Buckhaven tworzy zwarty zespół miejski, zwany Levenmouth.